# Torneo nazionale Rapallo Davoli
Il Torneo nazionale Rapallo Davoli è stata una manifestazione canora radiotelevisiva nata in Italia nel 1966, conosciuta anche con le denominazioni Torneo Italia beat ed Eurodavoli (l'edizione del 1968).

## Storia delTorneo nazionale Rapallo Davoli
La manifestazione nacque su iniziativa del cantante Franco Norma, molto attivo negli anni '50, che dopo il ritiro si era dedicato all'attività di manager.
Nelle prime edizioni era aperto a complessi musicali e cantanti che suonassero beat, ma nelle edizioni successive si aprì a molti altri generi.
Il nome deriva dalla Davoli, l'omonima azienda di strumenti musicali che faceva da sponsor alla manifestazione, e da Rapallo, la città in cui si tennero le prime due edizioni del concorso; con lo spostamento del festival a Tirrenia, la manifestazione cambiò nome in 'EuroDavoli.
Le selezioni avvenivano a carattere regionale, e solo i vincitori ottenevano l'accesso alla fase finale.
Le riviste Big, Ciao Amici e Giovani si occupavano di pubblicizzare le selezioni e di fornire il resoconto delle fasi eliminatorie.
Tra i vincitori del concorso, possiamo ricordare i Gens; tra i vari gruppi partecipanti I Frenetici e I Corvi.
Nel 1968 venne anche organizzato un ulteriore festival, l'EuroDavoli Europa, tenutosi a Lugano, con complessi e cantanti provenienti da sei nazioni (Gran Bretagna, Francia, Belgio, Paesi Bassi, Grecia ed Italia).
Di questo concorso europeo si tenne una seconda edizione nel 1970

## Albo d'oro

### 1966
- Classifica finale:

1. Mat 65 di Bergamo (Ri-Fi) - 474 voti (360 dalla giuria e 114 dal pubblico)
2. I Corvi di Parma (Ariston Records) - 454 voti (399 dalla giuria e 55 dal pubblico)
3. I Trolls di Genova (Columbia) - 452 voti (260 dalla giuria e 142 dal pubblico)

### 1967
- Classifica finale:

1. Franco & i Monaci di Bergamo (Davoli Records)
2. I 4 Del Teschio di Caorle (Ariston Records)
3. I Condors di Verona (Tiffany, ex aequo con i Nati Stanchi di Cagliari

### 1968
- Classifica finale sezione complessi:

1. Gens di Messina (Det)
2. Gli Eremiti
3. Le Soddisfazioni

- Classifica finale sezione cantanti:

1. Olla Pinella
2. Duo Gaby
3. Maria Grazia Bonaretti

### 1969
- Classifica finale sezione complessi:

1. Top 4 di Parma (Victory)
2. Quelli delle stelle nere di Macerata
3. i Woom

- Classifica finale sezione cantanti:

1. Lucia Camarca di Torino
2. Gianni Ulisse
3. Emma Armetta

### 1970
- Classifica finale sezione complessi:

1. Edipo Band di Catania
2. I Black Birds di Bari
3. La Santa Alleanza di Catania

- Classifica finale sezione cantanti:

1. Isoletta di Fondi (Ariston Records)
2. Giuseppe Pupella di Torino
3. Giulia Fasolino di Campobasso